# Kloster Feldbach

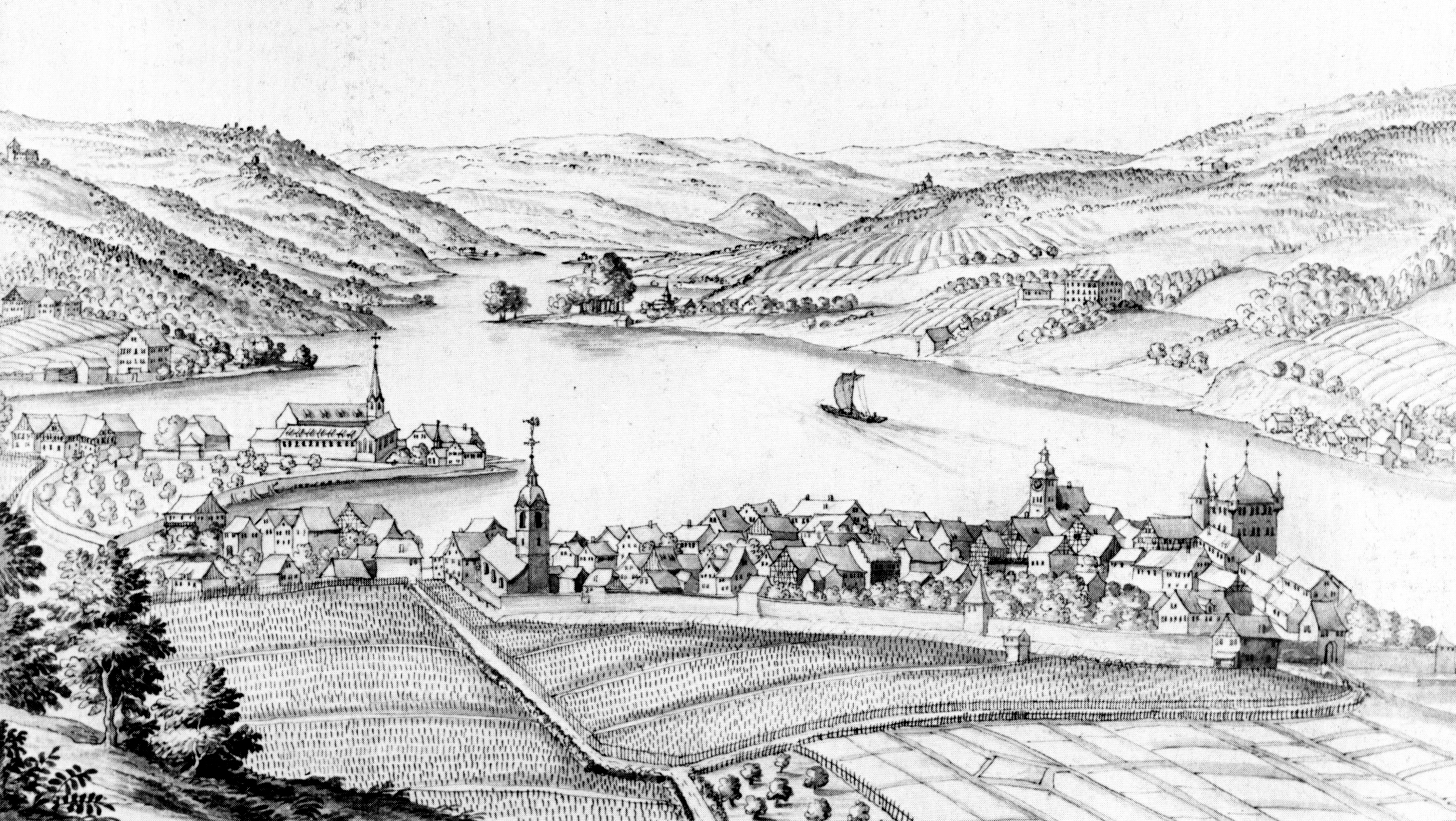
Die Stadt Steckborn mit der Zisterzienserinnenabtei Feldbach (Mitte links) – 18. Jh.

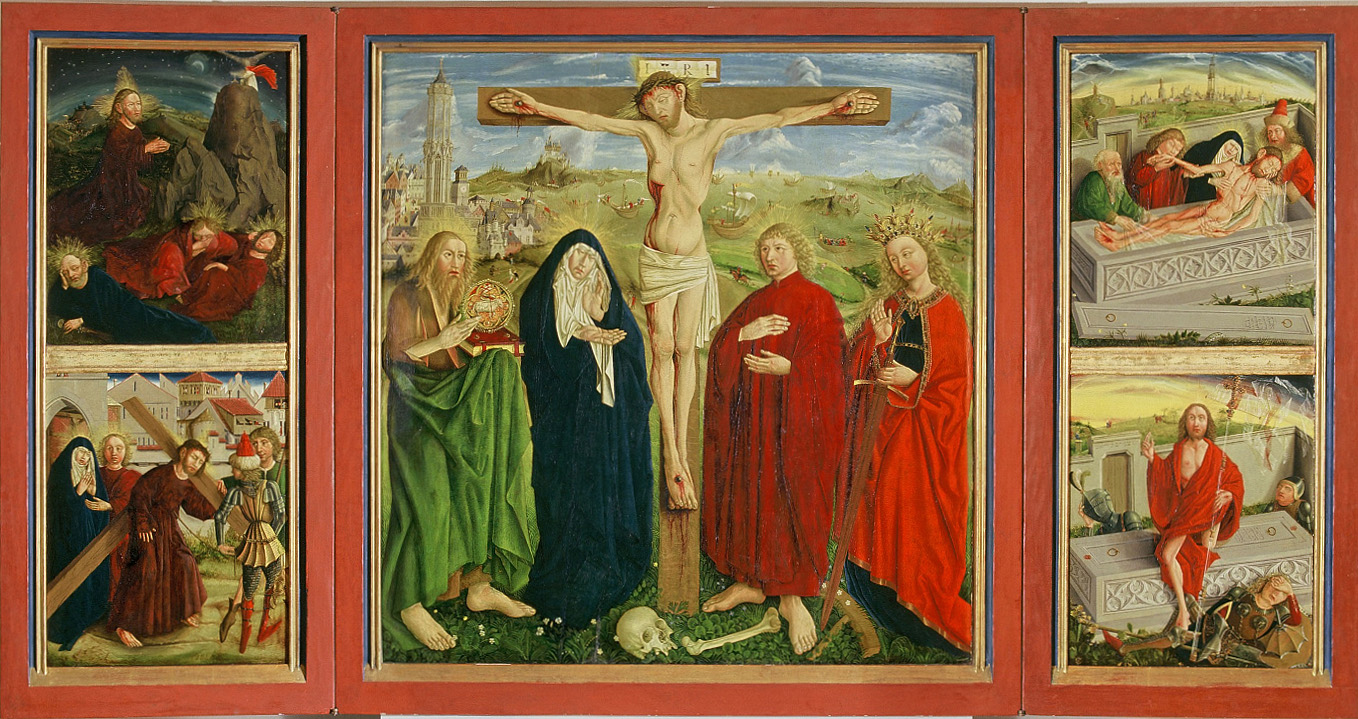
Feldbacher Altar, spätgotisches, ca. um 1450 entstandenes Werk, heute im Historischen Museum des Kantons Thurgau

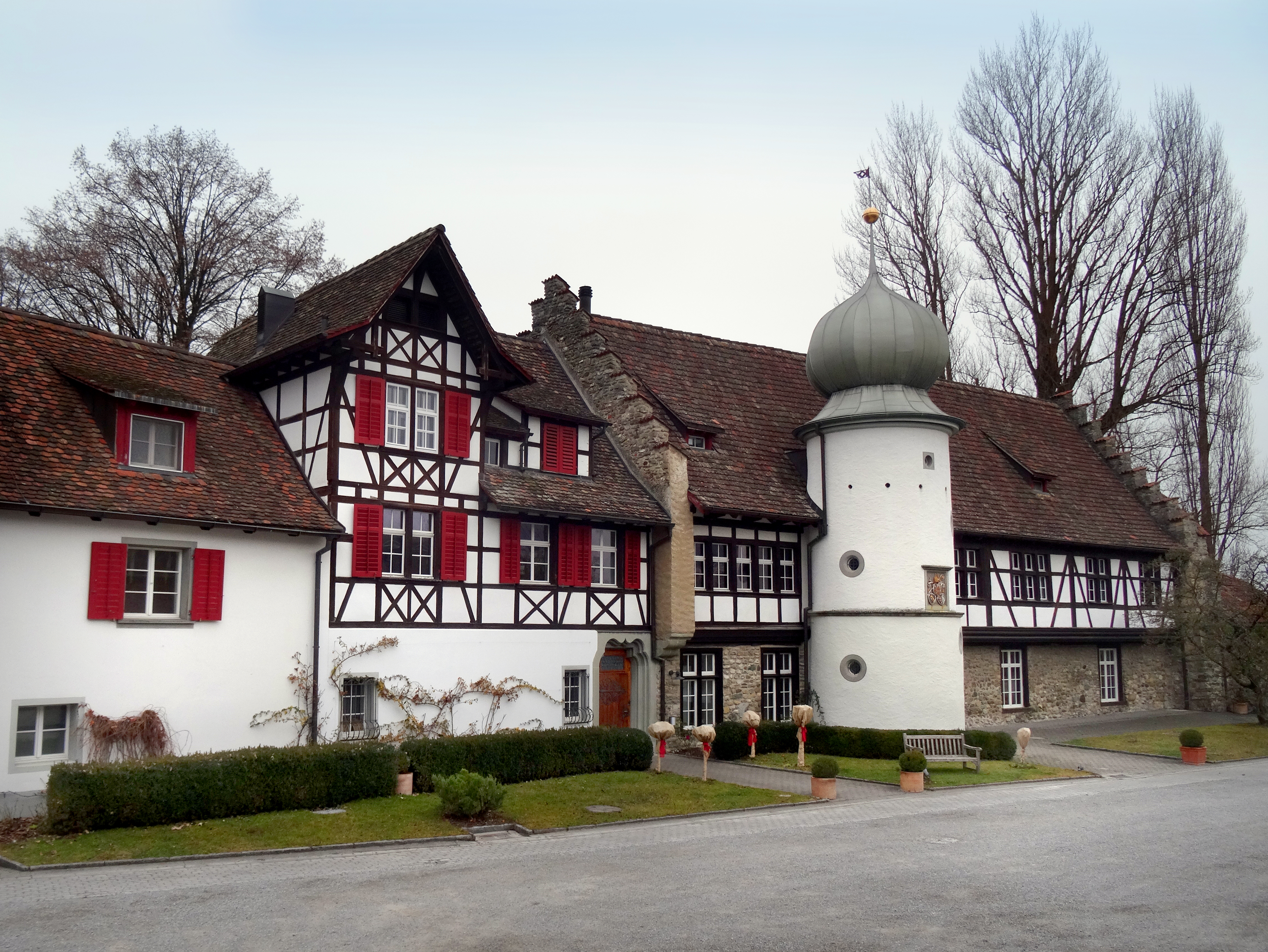
Das Altkloster genannte ehem. Refektorium

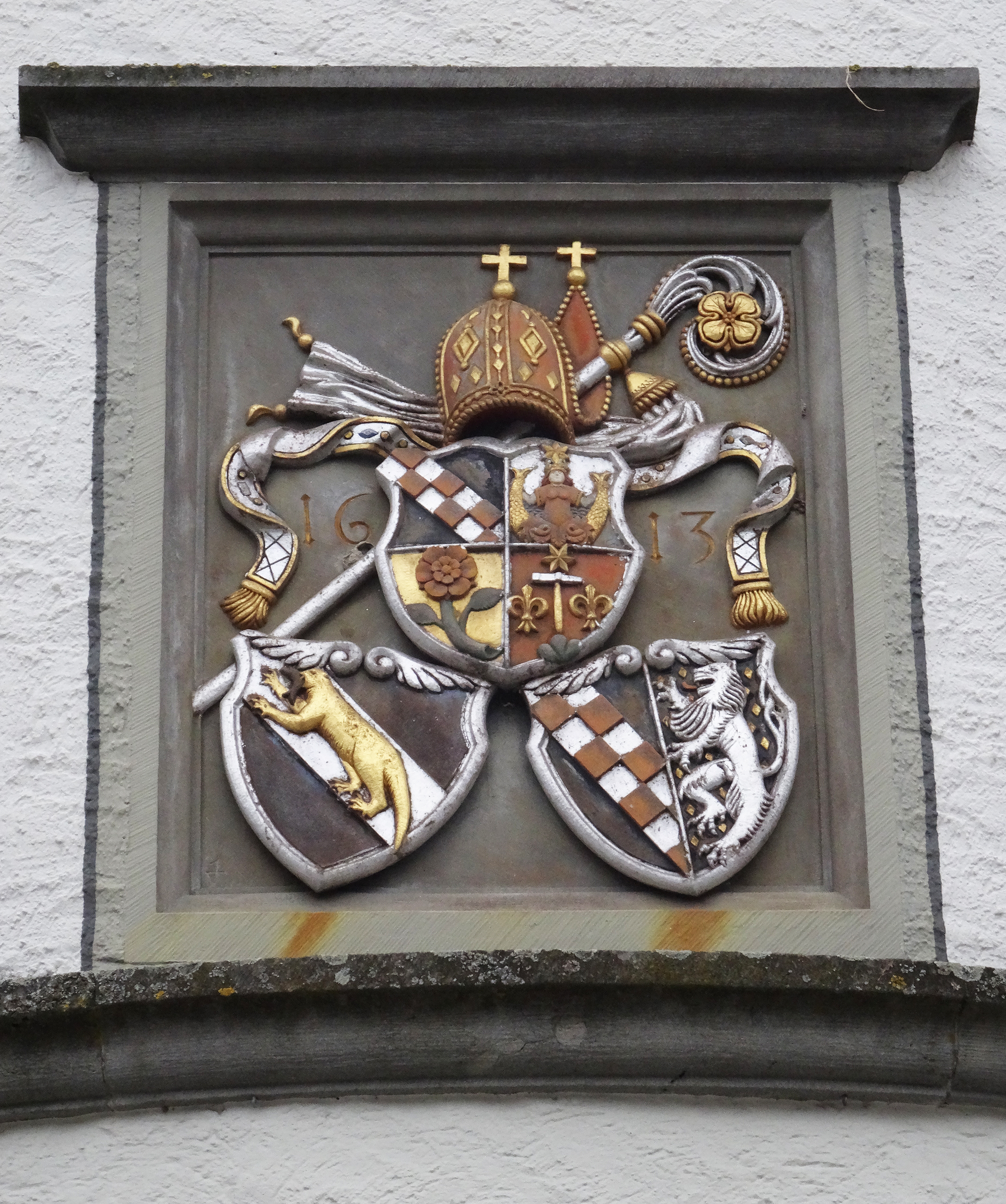
Wappen der Abtei am ehem. Refektorium

Das Kloster Feldbach war eine 1253/1254 gegründete Abtei von Zisterziensernonnen auf der Halbinsel Feldbach beim historischen Thurgauer Städtchen Steckborn am Untersee.

## Geschichte
1252 veräusserte der Adlige Kuno von Feldbach mit Einwilligung seiner Lehnsherren, der Edlen von Klingen, die Burg von Feldbach samt Patronatsrecht über die daselbst gelegene Kapelle sowie den zugehörigen Weinberg an die sorores in ponte, eine Beginengemeinschaft, in Konstanz.
Nach Erlaubnis ihres Ordinarius, des Bischofs von Konstanz, zur Klostergründung kamen die Magistra Sophia und ihre 20 nichtregulierten Konstanzer Mitschwestern 1253/1254 nach Feldbach und nahmen es in Besitz. Am 1. März 1254 wurde erstmals die congregatio sanctimonialum in Felbach, also eine Nonnengemeinschaft in Feldbach, urkundlich bezeugt. Nachdem die Schwestern bereits 1253 die bischöfliche Erlaubnis erhalten hatten, nach der Ordensregel der Zisterzienser zu leben, wurden sie 1256 als monasterium in Velpach erwähnt. 1260/1262 wurden sie demgemäss als Nonnen in den Orden inkorporiert.
Dank fähiger Äbtissinnen sowie der Gunst unter anderem der erwähnten Herren von Klingen erlangte die Abtei Feldbach bald ansehnlichen und weitläufigen Besitz, so ging beispielsweise bereits 1282 die Vogtei sowie der Kirchenschatz von Hemmenhofen auf sie über. Dem Kloster gelang die Schaffung eines eigenen geschlossenen Gerichtskreises, womit die Äbtissinnen zu Gerichtsherrinnen über diverse Orte wurden und fortan dem Gerichtsherrenstand im Thurgau angehörten.
1327 wurde dem Konvent zu Feldbach ein Ablass gewährt, wohl in Folge des Baus einer frühgotischen Klosterkirche.
Die Klostergemeinschaft setzte sich aus Chorfrauen, Laienschwestern und sogenannten Konversen zusammen, wobei letztere in Feldbach ungewöhnlich lange, nämlich bis 1333 existierten. Die Chorfrauen setzten sich vor allem aus dem Grossbürgertum und dem niederen Adel entstammenden Frauen zusammen.
Die Abtei Feldbach überdauerte die Reformation, aufgrund welcher 1549 Frau Afra Schmid, bisher Priorin der Zisterzienserinnenabtei Magdenau, als Äbtissin nach Feldbach berufen wurde, die das Kloster zu neuer Blüte führte. 1720 stammten die Mehrheit der Konventualinnen (22 Chorfrauen und 8 Laienschwestern) aus dem Thurgau, den katholischen Orten, Schwaben und Tirol.
Die blühende Klostergemeinschaft konnte in der Folge u. a. 1764 die Kirche renovieren. Die Abtei wurde im Jahr 1848 durch Beschluss des Grossen Rates – wie fast alle Klöster im Kanton – im Zuge der Säkularisierung und aufgrund chronischer Geldnot des Kantons aufgehoben, so dass das Klostervermögen zugunsten des Kantons eingezogen werden konnte. Hierbei wurde in einem Nebengebäude der Feldbacher Altar aufgefunden.
Die Feldbacher Nonnen zogen aufgrund des Verbots, ihre Kirche zu nutzen, zunächst zu den Zisterzienser-Nonnen ins ebenfalls aufgehobene Kloster Tänikon. 1853 zogen die verbliebenen Feldbacher Nonnen (5 Chorfrauen und 4 Laienschwestern) – nachdem das Kloster Tänikon durch bauliche Massnahmen der neuen Eigentümer schwer beschädigt wurde – nach Mammern und schliesslich nach Gwiggen, wo sie den Konvent der vereinigten thurgauischen Abteien Feldbach, Kalchrain und Tänikon begründeten. Die letzte Feldbacher Äbtissin, Maria Augustina Fröhlich, wurde Gründungsäbtissin des neuen Klosters.
Die Klostergebäude von Feldbach brannten 1895 aufgrund sachfremder, industrieller und fahrlässiger Benutzung durch die Firma Bernina Nähmaschinenfabrik fast vollständig ab. Erhalten geblieben ist das Altkloster, das heute als Teil eines Hotels dient.